# Antoine Simonnin
Antoine Jean-Baptiste Simonnin (París, 11 de enero de 1780 - París, 14 de mayo de 1856) fue un escritor y dramaturgo francés.
Escribió más de doscientas obras entre comédie en vaudevilles, parodias y fantasías.
También publicó la colección Chansons sacrées et profanes en 1856.